# Carl Hartman
Carl Hartman (5 de junio de 1824 - 19 de abril de 1884) fue un botánico y destacado briólogo alemán .

## Algunas publicaciones
- Hartman, C.; Hartman, R.W. Flora gevaliensis. Gevaliae, 1847. 57 p.

- Hartman, C. Annotationes de plantes scandinavicis herbarii linnaeani. Estocolmo, 1852. 262 p.

- Hartman, C. Skandinaviens förnämsta ätliga och giftiga svampar. 3ª ed. Estocolmo, 1874. 71 p.
- La abreviatura «C.Hartm.» se emplea para indicar a Carl Hartman como autoridad en la descripción y clasificación científica de los vegetales.[1]